# Marcello Castellini
Pour les articles homonymes, voir Castellini.
Marcello Castellini (né le 2 janvier 1973 à Pérouse, en Ombrie) est un footballeur italien. Il évolue au poste de défenseur central.

## Biographie
Formé au Pérouse Calcio, Marcello Castellini a principalement joué à Parme, Bologne, et à la Sampdoria. 
Il possède une sélection en équipe d'Italie. Celle-ci a eu lieu en 2003 lors d'un match face à la Roumanie.

## Clubs successifs
- 1990-1991: A.C. Perugia (Serie C1), 2 matchs
- 1991-1992: A.C. Perugia (Serie C1), 0 match
- 1992-1993: A.C. Perugia (Serie C1), 16 matchs
- 1993-1994: A.C. Perugia (Serie C1), 33 matchs
- 1994-1995: A.C. Parma (Serie A), 8 matchs
- 1995-1996: A.C. Parma (Serie A), 9 matchs
- 1996-1997: A.C. Perugia (Serie A), 27 matchs, 1 but
- 1997-1998: U.C. Sampdoria (Serie A), 20 matchs
- 1998-1999: U.C. Sampdoria (Serie A), 27 matchs
- 1999-2000: U.C. Sampdoria (Serie B), 26 matchs, 1 but
- 2000-2001: Bologna F.C. 1909 (Serie A), 25 matchs
- 2001-2002: Bologna F.C. 1909 (Serie A), 30 matchs
- 2002-2003: Bologna F.C. 1909 (Serie A), 31 matchs
- 2003-2004: A.C. Parma (Serie A), 32 matchs
- 2004-2005: U.C. Sampdoria (Serie A), 24 matchs, 2 buts
- 2005-2006: U.C. Sampdoria (Serie A), 33 matchs, 2 buts
- 2006-2007: Bologna F.C. 1909 (Serie B), 35 matchs
- 2007-2008: Bologna F.C. 1909 (Serie B)